# Withrow Glacier
Withrow Glacier är en glaciär i Antarktis. Den ligger i Västantarktis. Nya Zeeland gör anspråk på området. Withrow Glacier ligger 638 meter över havet.
Terrängen runt Withrow Glacier är huvudsakligen lite kuperad. Withrow Glacier ligger uppe på en höjd. Trakten är obefolkad. Det finns inga samhällen i närheten.